# Французский Лаос
Французский Лаос — общее название лаосских земель в составе Французского Индокитая.

## Захват лаосских земель Францией
Лаосские земли были захвачены Францией в 1893 году. На их базе возникло новое колониальное образование, ставшее в 1899 году пятой частью Индокитайского союза. Внешние границы лаосского компонента Союза сложились на основе франко-китайского, франко-английского и франко-сиамского соглашений (в соответствии с последним лаосцы утратили в пользу Сиама большую часть своих территорий по правому берегу Среднего Меконга). Земли, которые в результате территориального размежевания достались Франции, получили обобщающее франкоязычное наименование «Лаос».
К моменту французской колонизации единой лаосской государственности не существовало ни юридически, ни фактически уже почти два века. Общелаосское королевство Лансанг распалось на три независимых королевства ещё в начале XVIII века, из них к приходу французов относительно сохранилось лишь Луангпхабанг. В 1887 году французы дали правителю Луангпхабанга обещание сохранить престол королевства за ним и его потомками, что позднее стало интерпретироваться как признание Луангпхабангом статуса французского протектората. Однако власть этой династии не признавали ни центральные, ни южные лаосские земли, да и сама она ещё на рубеже XVIII—XIX веков окончательно отказалась от попыток стать общелаосской, и встала на сепаратистские позиции. Поэтому, несмотря на то, что весь Лаос в 1899 году был объявлен «автономным протекторатом», его центральная и южная части управлялись и эксплуатировались до марта 1945 года как колония.

## Реорганизация французами лаосской территории
К моменту прихода французов лаосская территория делилась на автономные княжества-мыанги и три примеконгских королевства. В первые годы своего господства французы сгруппировали мыанги всего Лаоса в одиннадцать провинций. Провинции центра и юга возглавили французские резиденты. Территориальное ядро бывшего королевства Тямпасак было превращено в отдельную провинцию под названием «Бассак», а потомки тямпасакских королей были сделаны в ней губернаторами, но под контролем французского провинциального резидента. Королевство Луангпхабанг было разделено на несколько провинций: собственно Луангпхабанг, Пхонгсали и Хуапхан. Каждую из этих провинций также возглавил французский чиновник — правительственный комиссар. Резиденты и правительственные комиссары подчинялись верховному резиденту Автономного протектората Лаос, а тот — генерал-губернатору Индокитайского союза. Верховный резидент Лаоса, резиденция которого с 1900 года находилась во Вьентьяне, на вверенной ему территории был наделён всей полнотой административно-политической, хозяйственной и военно-полицейской власти. Мыанги французы стали называть «туземными округами», во главе мыанга стоял тяумыанг (из числа лаосцев), подчинявшийся французскому провинциальному резиденту, но назначавшийся непосредственно верховным резидентом (исключением были мыанги королевства Луангпхабанг).

## Отношение французов с королями Луангпхабанга
Отношение французов с луангпхабангским королём в течение межвоенного периода определяли конвенции 1914 и 1917 годов. Они констатировали получение французами от короля Сисаванг Вонга права проводить любые реформы в его королевстве, объявленном протекторатом. За самим королём сохранялось право в пределах королевства назначать и перемещать по службе представителей административной верхушки мыангов во главе с самим тяумыангом и присваивать им традиционные титулы. Все свои акты король должен был оформлять в виде издания ордонансов за своей подписью и печатью, действительных только с визой верховного резидента.
Для короля Сисаванг Вонга подписание конвенций 1914 и 1917 годов явилось большим успехом: они узаконили более чем двукратное увеличение территории его королевства. Колонизаторам же такой административно-правовой порядок позволил решать свои военно-стратегические задачи и свободно использовать доступные им с финансово-экономической точки зрения местные ресурсы точно так же, как и в Центральном и Южном Лаосе.

## Реорганизация 1941 года

Протекторат Лаос в составе Индокитайского Союза

В ноябре-декабре 1940 года войска Таиланда атаковали лаосский и камбоджийский участки границ Индокитайского союза, началась франко-тайская война. Несмотря на победу, вишистская Франция 9 мая 1941 года под давлением Японии была вынуждена подписать договор на таиландских условиях. В части, касающейся Лаоса, они означали потерю всех правобережных лаосских земель. После этих событий, осознав, что правым берегом таиландский экспансионизм при японской поддержке не удовлетворится, и что лаосская элита из-за пораженческого поведения Франции стала стремительно уходить из-под их влияния, французские колонизаторы решили наконец начать процесс административного объединения лаосских земель. Взамен утраты правобережной части исторических тямпасакских земель принцу Бун Уму тямпасакскому был официально передан (как унаследованный от отца) пост бассакского губернатора и придан статус четвёртой аристократической персоны (после луангпхабангских короля, наследника и вице-короля) в создаваемой общелаосской аристократической иерархии. Были введены посты лаосских провинциальных губернаторов (правда, под строгим контролем прежних французских резидентов).
29 августа 1941 года генерал-губернатор Индокитайского союза адмирал Ж.Деку подписан с королём Сисаванг Вонгом договор о протекторате — первый франко-лаосский документ, ратифицированный парламентом метрополии. По этому договору утрата правобережья щедро компенсировалась присоединением к королевству всех северных и части центральных территорий Лаоса, включая даже провинции Вьентьян и Чаннинь. Как формальному протекторату, Луангпхабангу было разрешено иметь свои герб, флаг и гимн. Было создано правительство, главой которого стал принц Пхетсалат, которому был присвоен титул махаупахата (после смерти отца Пхетсалата — Бункхонга — в 1921 году этот титул был негласно отменён: по конвенциям 1914 и 1917 года к французам перешли именно те функции практического государственного управления, которыми в лаосских государствах традиционно ведали махаупахаты).
Пхетсалат ещё в 1914 году был сделан губернатором Вьентьяна (в качестве компенсации за то, что в 1904 году ему было отказано в престоле Луангпхабанга — королём тогда стал Сисаванг Вонг, внук короля Ункхама), а в 1931 году занял самый высокий из допустимых для лаосцев пост — «инспектора по административно-политическим делам туземного населения Лаоса при верховном резиденте» . В результате к 1941 году он сумел расставить лично преданных ему людей по важнейшим административным постам всего Лаоса, за исключением юга, где ему противостояла патронатно-клиентельная система принца Бун Ума. Санкционированное генерал-губернатором Индокитая присвоение Пхетсалату титула махаупахата ввело его в систему властных отношений не только Лаунгпхабанга, но всего Лаоса. В результате Пхетсалат, который на тот момент являлся самым влиятельным в стране родовым аристократом, культово почитаемым в крестьянской среде, смог использовать объединительные усилия колонизаторов в своих собственных целях.

## Вторая мировая война
Во время Второй мировой войны на территории Индокитая в соответствии с франко-японским соглашением были размещены японские войска. Однако широкомасштабной экономической эксплуатации Лаоса Япония не осуществляла: оккупация ею этой части Индокитайского союза преследовала чисто военные цели. К местной лаосской администрации и населению, если они не сотрудничали с французами, японцы относились корректно: лояльность «туземцев» в стратегически значимом районе была им необходима. Однако, несмотря на усилия японцев, паназиатизм не оказал глубокого влияния на умонастроения лаосцев. Ряд тяумыангов центра и юга, а также принц Бун Ум и потомки местного княжеского рода провинции Чаннинь пошли на активное сотрудничество с французскими разведывательно-диверсионными группами, забрасываемыми при содействии англичан по воздуху через Индию. Основная же часть лаосского чиновничества во главе с Пхетсалатом, сотрудничая с японцами, использовала их конфликт с французами, чтобы подготовить как можно больше административно-политических условий для провозглашения независимости единого Лаоса после войны.

## События 1945 года
К весне 1945 года франко-японское «сотрудничество» окончательно исчерпало себя, и в ночь с 9 на 10 марта японское командование в Восточном Индокитае совершило молниеносный военно-политический переворот, интернировало всех французских граждан, кто не успел скрыться, и взяло всю полноту власти в свои руки. Видя, что большинство лаосских чиновников во главе с Пхетсалатом пошло на сотрудничество с ними, японцы уже в конце марта передали им всю административную власть. Было позволено даже создавать лаосские вооружённые отряды в примеконгской зоне (Пхетсалат ссылался на необходимость борьбы с речным пиратством и французскими партизанами).
Вопреки своему желанию, король Сисаванг Вонг был принуждён японцами провозгласить независимость Лаоса. Несмотря на то, что в королевской декларации говорилось сразу и о независимости Лаоса, и о независимости королевства Луангпхабанг, этот документ дал основания японцам объявить себя освободителями лаосского народа, а Пхетсалату — исходить из того, что власть его правительства распространяется отныне де-юре на весь Лаос. Эмиссары Пхетсалата были посланы в центральные и южные провинции, не охваченные договором 1941 года.
После капитуляции Японии 15 августа 1945 года самой влиятельной силой на территории Лаоса оказался Пхетсалат. На его поддержку рассчитывали как созданная при поддержке США организация «Лао пен Лао» («Лаос — лаоссцам»), так и коммунистическая партия Индокитая, стремящиеся к подлинной независимости Лаоса. Однако важным политическим действующим лицом был и король Сисаванг Вонг, которого поддерживал его сын и наследник принц Саванг Ватхана. Король продолжал считать, что единственным надёжным гарантом его пребывания на престоле был и остаётся французский колониализм, и надеялся на восстановление действия договора о протекторате 1941 года. Наконец, серьёзной политической силой являлись скрывавшиеся в сельской местности французские партизаны и помогавшие им тяумыанги центра и юга, которые верили, что только Франция сможет уберечь Лаос от дезинтеграции в условиях послевоенного хаоса.

## Независимость 1945—1946 годов

Флаг Республики Лаос под властью Лао Иссара (20 октября 1945 - 1946 г., автор флага Maha Sila Viravong).

## Реставрация Французского Лаоса
В результате военных действий французы в 1946 году вернули королю трон. Пытаясь сохранить прежнюю колониальную систему под новым флагом, правительство Франции создало в октябре 1946 года Французский Союз, одним из ассоциированных членов которого 23 декабря 1947 года стал Лаос. 19 июля 1949 года Лаос получил самоуправление, став ассоциированным членом Индокитайской Федерации.